# Marek Koźmiński
Marek Jan Kozmiński est un footballeur polonais, né le 7 février 1971 à Cracovie.

## Carrière
- 1988-1992 : Hutnik Cracovie  Pologne
- 1992-1997 : Udinese Calcio  Italie
- 1997-2002 : Brescia  Italie
- 2001-2002 : Ancona Calcio  Italie
- 2002-2003 : PAOK Salonique  Grèce
- 2002-2004 : Górnik Zabrze  Pologne

## Palmarès
- 45 sélections et 1 but avec l'équipe de Pologne entre 1992 et 2002.
- Médaille d'argent aux Jeux olympiques de 1992 avec la Pologne.